# جيمس إل. وايت (شاعر)
جيمس إل. وايت (بالإنجليزية: James L. White)‏ هو شاعر أمريكي، ولد في 26 مارس 1936، وتوفي في 13 يوليو 1981.